# Paratia posteriore pressurizzata

Schema della paratia posteriore di un Boeing 747

La paratia pressurizzata, o pressure bulkhead in lingua inglese, è un componente strutturale sia anteriore che posteriore della fusoliera che ha la funzione di consentire la pressurizzazione dell'aeromobile. In un velivolo, la paratia di pressurizzazione posteriore è posta tra la cabina e la coda. La paratia pressurizzata anteriore (di dimensioni inferiori) chiude la parte anteriore della cabina di pilotaggio. Sulle paratie di pressurizzazione sono installate le valvole di deflusso dell'aria (outflow valve) che, modulando la quantità di aria in uscita dalla cabina, permettono la regolazione della pressione interna.
La pressurizzazione della fusoliera si rende necessaria per garantire condizioni di abitabilità favorevoli per l'equipaggio ed i passeggeri all'aumentare della quota, oltre a contribuire favorevolmente alla resistenza strutturale della fusoliera.

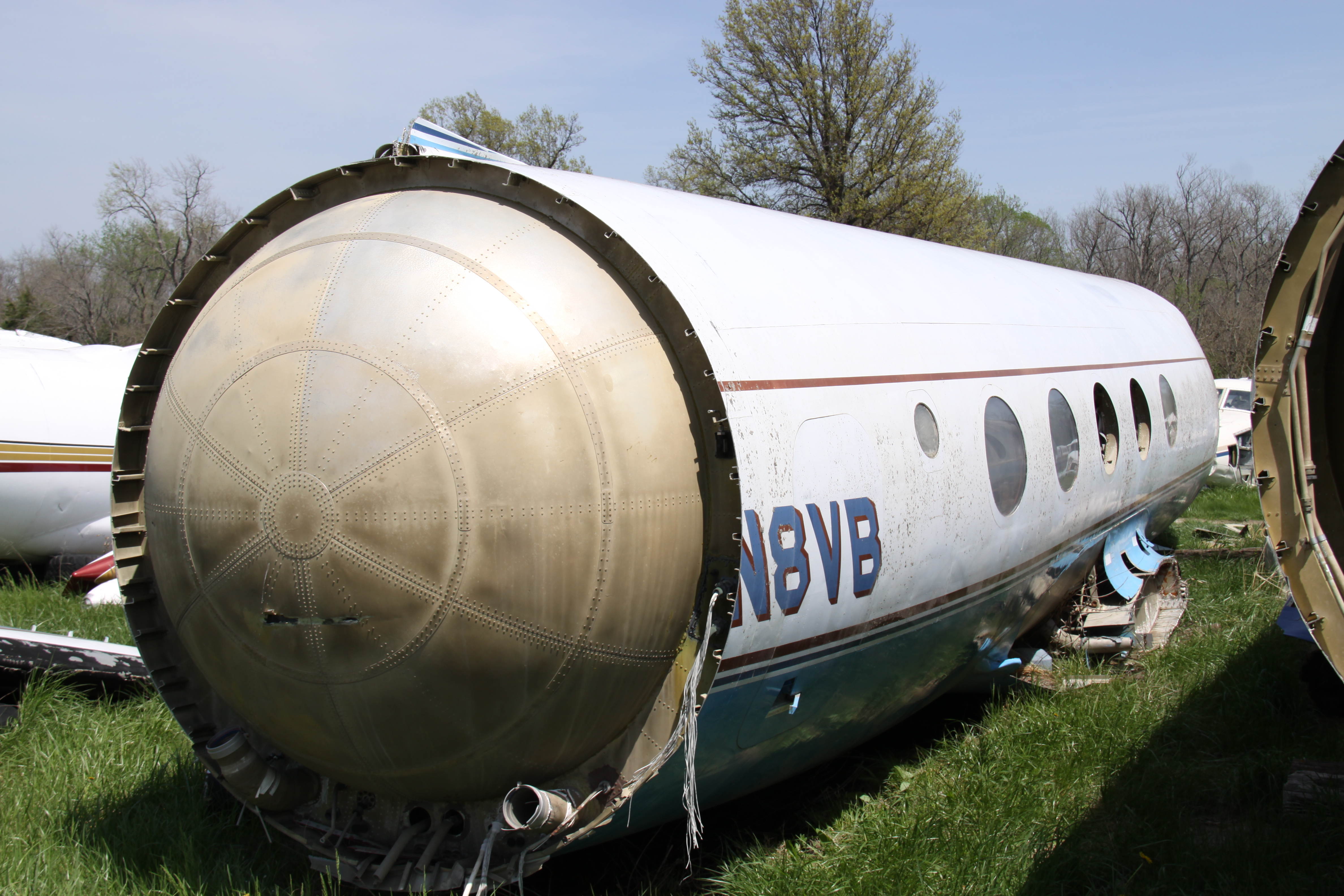
Paratia posteriore di tenuta alla pressurizzazione cabina di un Gulfstream G.1

## Configurazione strutturale
La realizzazione di paratie aeronautiche pressurizzate, a seconda delle finalità del progetto a cui il velivolo è destinato, richiede uno studio appropriato in funzione della quota di crociera e della tipologia del velivolo. Le paratie per un velivolo commerciale devono tenere conto delle dimensioni della fusoliera, mentre in un velivolo militare si deve tenere conto, oltre che dell'altitudine operativa, anche delle sollecitazioni a cui la fusoliera del velivolo nel suo insieme deve essere sottoposta.

Nei velivoli commerciali, chiaramente la separazione della zona passeggeri con il resto del velivolo è, seppur di dimensioni maggiori, più critica che non in un velivolo cargo in cui la pressurizzazione è destinata più alla resistenza strutturale che non all'abitabilità della zona.